# Partamona helleri
Partamona helleri är en biart som först beskrevs av Heinrich Friese 1900.  Partamona helleri ingår i släktet Partamona och familjen långtungebin. Inga underarter finns listade i Catalogue of Life.